# عبد البديع صقر
عبد البديع صقر من أعلام جماعة الحركة الإسلامية الإخوان المسلمين، ولد في قرية بني عياض -عزبة صقر التابعة لمركز أبو كبير بمحافظة الشرقية عام 1334 هـ الموافق 1915م. كان لوالده أكبر الأثر في تنشأته. كان للشيخ عبد البديع جد ضابط في جيش محمد علي باشا اللواء إبراهيم أفندي صقر شارك في حرب الحركة الوهابية في شبه الجزيرة العربية وأخذ مكافأة على الحرب مساحات كبيرة من الأراضي الزراعية.

## تعليمه
ألحقه والده بالمدارس الأولية حتى حصل على البكالوريا عام 1935 ولم يجد وظيفة فعمل في فاقوس في أحد المحال التجارية وكان يشتري البن المطحون من محل الشخ سيد أحمد عبد الكريم وذات يوم أعطاه رسالة «نحو النور» وقال له اقرأها وارجع إلي غدا، فلما رجعت إليه أمسك بيدي وقال له: هل تؤاخيني في الله؟ قال له نعم، قال: إن كان أعجبك هذا فاتصل بجماعة الإخوان المسلمين ومقرهم بالقاهرة بعمارة الأوقاف بميدان العتبة الخضراء، وعاد ينشغل بالزبائن.

## رحيله للقاهرة
انتقل للقاهرة عام 1936 وذهب إلى العنوان المذكور وقابل الإمام حسن البنا ولازمه مدة اثني عشر عاما وقدم له الإمام كتابه القيم «كيف ندعو الناس؟»

## الهجرة إلى الخليج
سافر إلى قطر عام 1954 بناء على توصية من السيد محب الدين الخطيب وعين مديرا للمعارف مع الشيخ قاسم بن درويش. كانت علاقته بحكام الإمارات حسنة بحكم صلته بحاكم قطر وعرض مشروع إنشاء روضات إسلامية على حكام الإمارات سنة 1969 فرحبوا بالفكرة وسهلوا إنشاءها. تنقل في عمله من مدير للمعارف بدولة قطر فمديرا لدار الكتب القطرية فمستشارا ثقافيا لحاكم قطر.

## وفاته
انتقل إلى جوار ربه مساء السبت 12 ربيع الأول 1407 هـ الموافق 13 ديسمبر 1986 في مصر حيث توجه إلى مدينة بلبيس لإلقاء محاضرة وبعد المحاضرة ركب سيارته قاصدا الزقازيق فمات وهو يقود السيارة، حيث انحرفت به ولم يدركه الناس إلا في وقت متأخر حيث حمل إلى المستشفي وغسل ودفن في بلدته

## مؤلفاته
1. الأخلاق للبنات
2. التجويد وعلوم القرآن
3. رحلة الحج
4. الوصايا الخالدة
5. شاعرات العرب
6. مختارات الحسن والصحيح من الحديث الشريف
7. رسالة الإيمان
8. نقد البردة
9. نساء فاضلات
10. التربية الأساسية للفرد المسلم
11. حديث إلى دعاة الإسلام